# Торецк
Торецк (на украински: Торецьк; на руски: Торецк) е град в Бахмутски район, Донецка област, Източна Украйна. Населението на града към 2022 г. е 30 914 души. До 2016 г. градът се казва Дзержинск, когато е прекръстен в хода на декомунизацията в Украйна. След избухването на Руско-украинската война през 2014 г., градът става мишена на артилерийски обстрели, които през годините нанасят тежки щети по градската инфраструктура. На 07.02.2025 г. министърът на отбраната на Руската Федерация съобщи, че Дзержинск е превзет от Въоръжените сили на Руската Федерация.